# Acontias
Acontias — рід сцинкоподібних ящірок родини сцинкових (Scincidae). Представники цього роду мешкають в Південній Африці. За результатами дослідження 2010 року до роду Acontias були включені представники родів Typhlosaurus, Acontophiops і Microacontias. Рід Acontias є сестринським по відношенню до роду Typhlosaurus, разом вони утворюють окрему підродину Acontinae.

## Опис
Представники роду Acontias — це невеликі сцинки. Довжина більшості з них становить менше 25 см, однак довжина Acontias plumbeus становить близько 40 см (без врахування хвоста). Кінцівки у них редуковані,як і очі, які ледве помітні серед багатьох дрібних щитків та вкриті однією нерухливою прозорою або напівпрозорою повікою. Вушний отвір повністю схований під шкірою, барабана перетинка відсутня. Сцинки роду Acontias мають переважно коричневе або зеленувато-сіре забарвлення, спина у них часто поцяткована дрібими краплеподібними плямами.
Представники роду Acontias віддають перевагу сухим, майже позбарвленим рослинності пустельним місцевостям. Вони живуть в піщаних ґрунтах, часто під землею, де прокладають ходи на кшталт дощових хробаків. Живляться невеликими комахами, дощовими черв'яками, багатоніжками, равликами. Є яйцеживородними, наприкінці літа народжують 3-4 дитинчати.

## Види
Рід Acontias нараховує 26 видів:
- Acontias albigularis Conradie, Busschau, & Edwards, 2018
- Acontias aurantiacus (W. Peters, 1854)
- Acontias bicolor (Hewitt, 1929)
- Acontias breviceps Essex, 1925
- Acontias cregoi (Boulenger, 1903)
- Acontias fitzsimonsi (Broadley, 1968)
- Acontias gariepensis (V. FitzSimons, 1941)
- Acontias gracilicauda Essex, 1925
- Acontias grayi Boulenger, 1887
- Acontias jappi (Broadley, 1968)
- Acontias kgalagadi (Lamb, Biswas & Bauer, 2010)
- Acontias lineatus W. Peters, 1879
- Acontias litoralis Broadley & Greer, 1969
- Acontias meleagris (Linnaeus, 1758)
- Acontias mukwando Marques, Parrinha, Tiutenko, Lopes-Lima, Bauer & Ceríaco, 2023[6][7]
- Acontias namaquensis Hewitt, 1938
- Acontias occidentalis V. FitzSimons, 1941
- Acontias orientalis Hewitt, 1938
- Acontias parietalis (Broadley, 1990)
- Acontias percivali Loveridge, 1935
- Acontias plumbeus Bianconi, 1849
- Acontias richardi (Jacobsen, 1987)
- Acontias rieppeli (Lamb, Biswas & Bauer, 2010)
- Acontias schmitzi Wagner, Broadley & Bauer, 2012
- Acontias subtaeniatus (Broadley, 1968)
- Acontias tristis F. Werner, 1910
- Acontias wakkerstroomensis Conradie, Busschau, & Edwards, 2018

## Етимологія
Наукова назва роду Acontias походить від слова дав.-гр. ἀκοντιας — змія, що швидко втікає. 